# Banneville-sur-Ajon
Banneville-sur-Ajon  est une ancienne commune française, située dans le département du Calvados en région Normandie, devenue le 1er janvier 2016 une commune déléguée au sein de la commune nouvelle de Malherbe-sur-Ajon. La fusion devient totale le 1er janvier 2018.

## Géographie
|                    | Landes-sur-Ajon         | Vacognes-Neuilly      |
| Landes-sur-Ajon    | Banneville-sur-Ajon     | Maisoncelles-sur-Ajon |
| Le Mesnil-au-Grain | Saint-Agnan-le-Malherbe |                       |

## Toponymie
Le nom de la localité est attesté sous les formes Barnevilla, Banneville-sur-Ajon en 1371,, Barnevilla super Ajon au XIVe siècle, Banneville sur Adjon en 1484, Benneville sur Ajon au XVIIIe siècle.
Il s'agit d'un type toponymique médiéval en -ville au sens ancien de « domaine rural ». Le premier élément Banne- représente un anthroponyme conformément au cas général des toponymes en -ville.
Albert Dauzat a rapproché les Banneville (dont Banneville-la-Campagne, Barnevilla 1116) des Barneville étant donné que les formes anciennes sont identiques et que l'évolution phonétique Barneville > Banneville ne pose pas de problème. En revanche, il propose un nom de personne scandinave *Biarn qui n'est pas exact. Il s'agit de Biarni ou de Biǫrn (variante graphique Bjǫrn). En outre, les formes anciennes des différents Banneville / Barneville ne conserve aucune trace de la présence d'un [i] ou [j]. C'est pourquoi François de Beaurepaire propose l'anthroponyme scandinave Barni selon la suggestion de Jean Adigard des Gautries pour expliquer les Barneville, ce qui est conforme aux formes anciennes,. Cet anthroponyme est plus spécifique à l'ancien danois, peut-être du vieux norrois de l'est *Barni.
L'Ajon est un affluent de l'Odon.
Le gentilé est Bannevillais.

## Histoire
Le 1er janvier 2016, Banneville-sur-Ajon intègre avec Saint-Agnan-le-Malherbe la commune de Malherbe-sur-Ajon créée sous le régime juridique des communes nouvelles instauré par la loi no 2010-1563 du 16 décembre 2010 de réforme des collectivités territoriales. Les communes de Banneville-sur-Ajon et Saint-Agnan-le-Malherbe deviennent des communes déléguées et Banneville-sur-Ajon est le chef-lieu de la commune nouvelle. Le statut de communes déléguées est supprimé le 1er janvier 2018.

## Politique et administration
| Période                                  | Période   | Identité              | Étiquette | Qualité                     |
| ---------------------------------------- | --------- | --------------------- | --------- | --------------------------- |
| juin 1995                                | mars 2001 | Jacques Vahe          |           |                             |
| mars 2001                                | mars 2014 | Annick Viel-Schneider | SE        | Technicienne de laboratoire |
| mars 2014                                | En cours  | Marcel Pétré          | SE        | Retraité                    |
| Les données manquantes sont à compléter. |           |                       |           |                             |

Le conseil municipal est composé de onze membres dont le maire et trois adjoints.

## Population et société

### Démographie
L'évolution du nombre d'habitants est connue à travers les recensements de la population effectués dans la commune depuis 1793. À partir du 1er janvier 2009, les populations légales des communes sont publiées annuellement dans le cadre d'un recensement qui repose désormais sur une collecte d'information annuelle, concernant successivement tous les territoires communaux au cours d'une période de cinq ans. 
Pour les communes de moins de 10 000 habitants, une enquête de recensement portant sur toute la population est réalisée tous les cinq ans, les populations légales des années intermédiaires étant quant à elles estimées par interpolation ou extrapolation. Pour la commune, le premier recensement exhaustif entrant dans le cadre du nouveau dispositif a été réalisé en 2006,.
En 2019, la commune comptait 438 habitants, en évolution de +9,5 % par rapport à 2014 (Calvados : +1,58 %, France hors Mayotte : +2,49 %).
Banneville-sur-Ajon a compté jusqu'à 530 habitants en 1800.
| 1793 | 1800 | 1806 | 1821 | 1831 | 1836 | 1841 | 1846 | 1851 |
| ---- | ---- | ---- | ---- | ---- | ---- | ---- | ---- | ---- |
| 508  | 530  | 524  | 475  | 441  | 458  | 439  | 414  | 412  |

| 1856 | 1861 | 1866 | 1872 | 1876 | 1881 | 1886 | 1891 | 1896 |
| ---- | ---- | ---- | ---- | ---- | ---- | ---- | ---- | ---- |
| 406  | 380  | 375  | 362  | 354  | 362  | 347  | 331  | 314  |

| 1901 | 1906 | 1911 | 1921 | 1926 | 1931 | 1936 | 1946 | 1954 |
| ---- | ---- | ---- | ---- | ---- | ---- | ---- | ---- | ---- |
| 315  | 290  | 273  | 255  | 259  | 243  | 265  | 233  | 243  |

| 1962 | 1968 | 1975 | 1982 | 1990 | 1999 | 2006 | 2011 | 2016 |
| ---- | ---- | ---- | ---- | ---- | ---- | ---- | ---- | ---- |
| 216  | 211  | 224  | 346  | 360  | 389  | 393  | 373  | 430  |

| 2019 | - | - | - | - | - | - | - | - |
| ---- | - | - | - | - | - | - | - | - |
| 438  | - | - | - | - | - | - | - | - |

### Manifestations culturelles et festivités
Rencontres astronomiques du Calvados, proposée par le club de la Girafe, à la chapelle Saint-Clair

## Culture locale et patrimoine

### Lieux et monuments

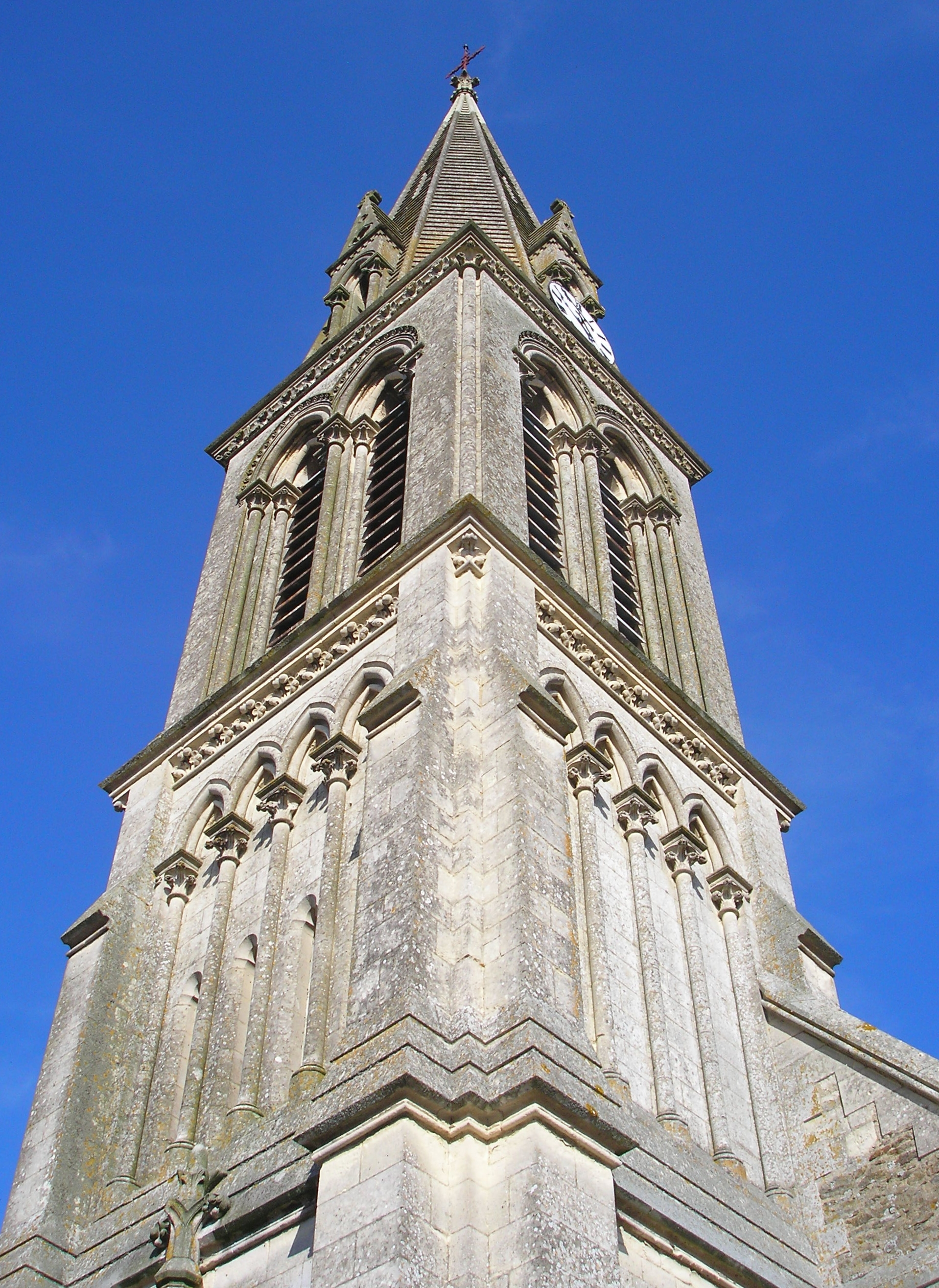
Le clocher de l'église Saint-Melaine.

La chapelle Saint-Clair, un édifice des XIIIe et XIVe siècles, est construite selon un plan rectangulaire simple. Sur le tympan du portail sud on peut admirer la figure en bas-relief de saint Samson sur son trône, et à l'intérieur une statue de saint Clair. L'édifice a été classé Monument historique le 26 décembre 1930.
L'église Saint-Melaine est de style néo-gothique de la fin du XIXe siècle.
Une grotte de Lourdes a été érigée au lieu-dit le Village à l'issue de la Seconde Guerre mondiale.

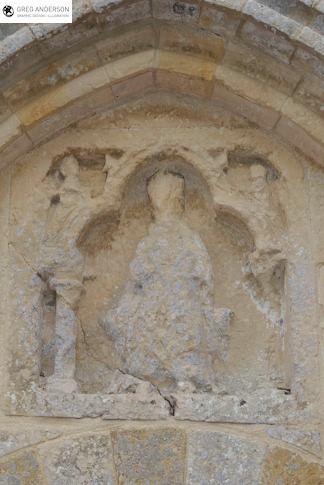
Bas-relief (saint Samson) du tympan méridional de la chapelle Saint-Clair.
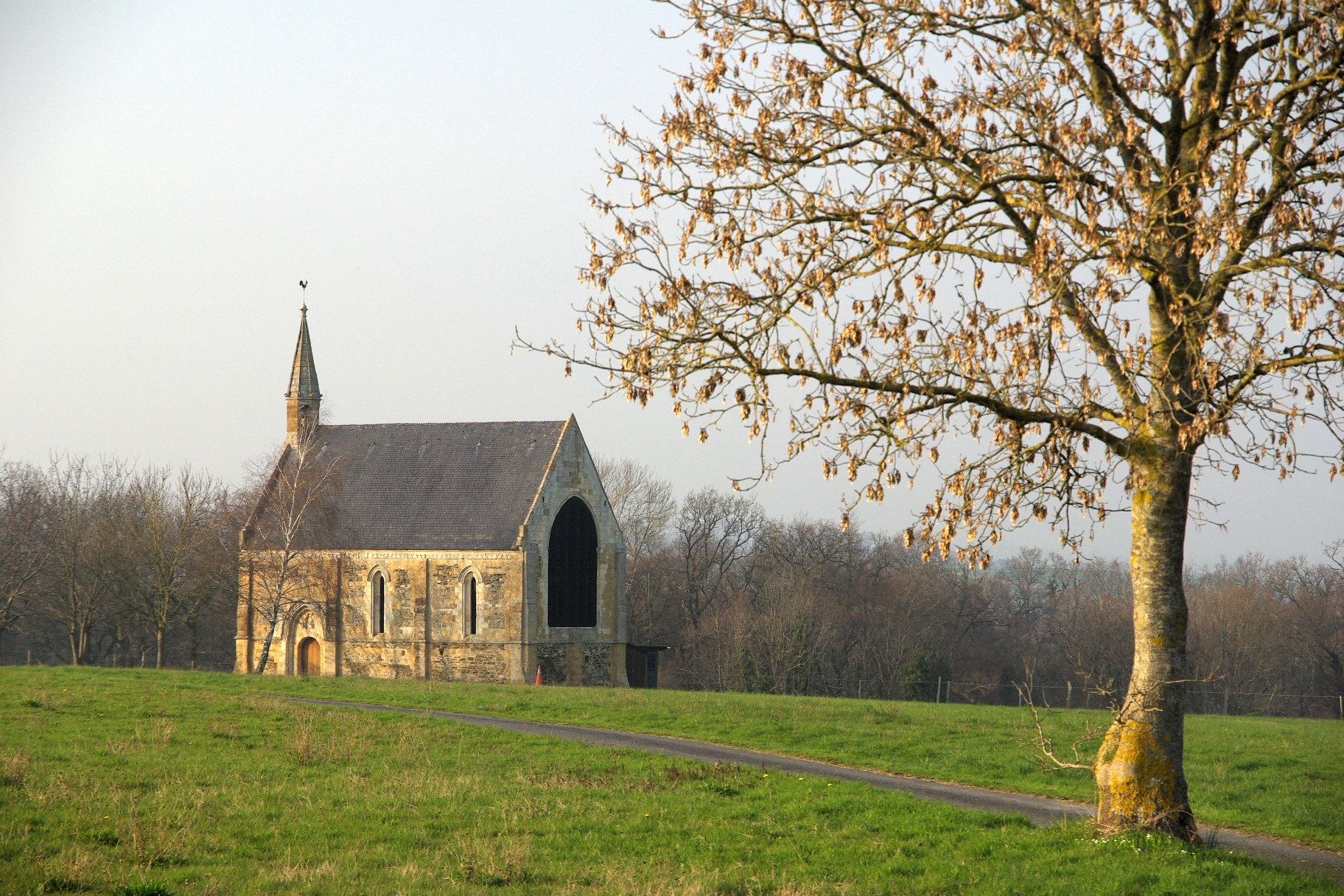
La chapelle Saint-Clair dans son environnement.
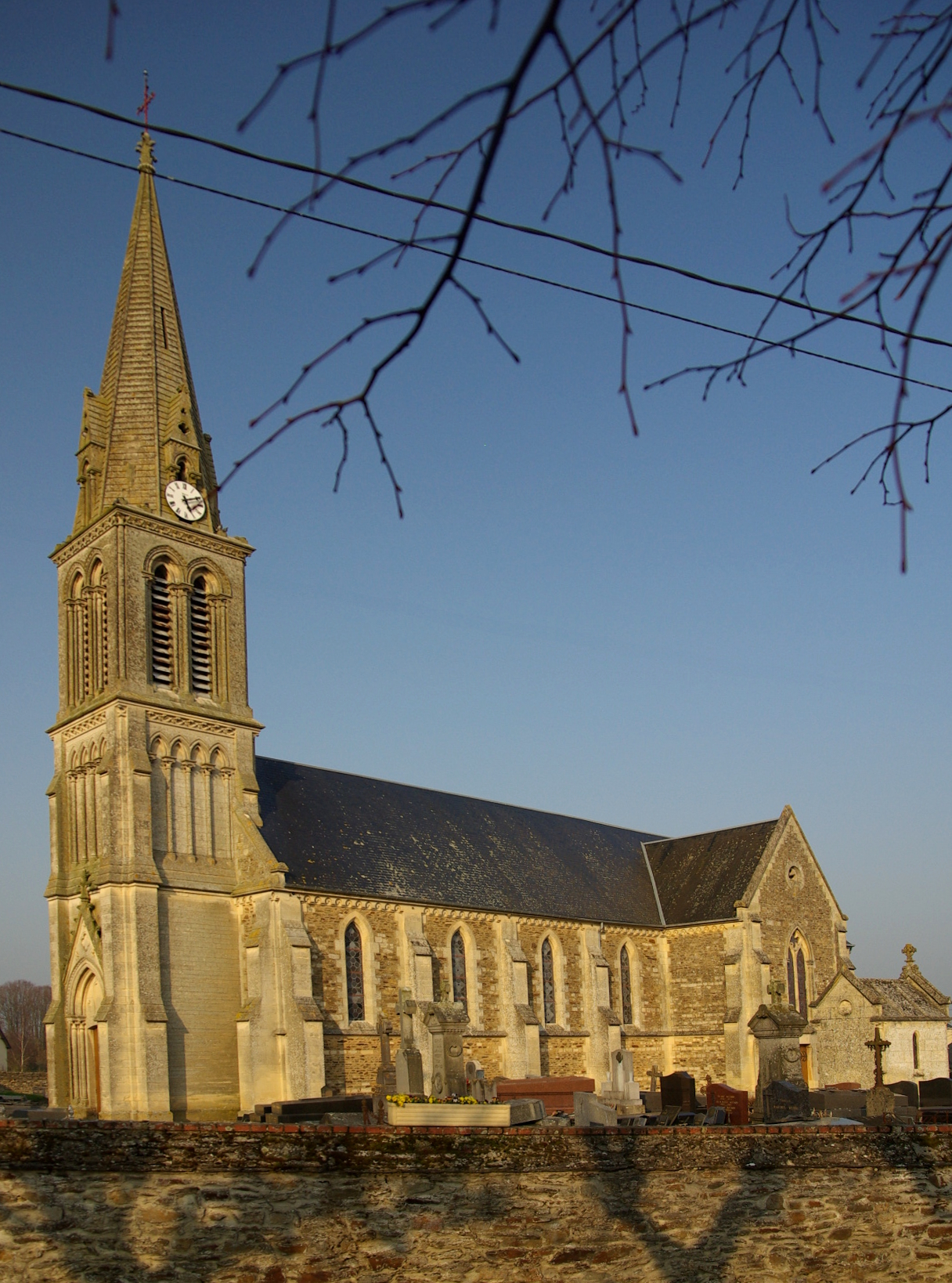
L'église Saint-Melaine.